# Кузьмин, Василий Ильич
Василий Ильич Кузьмин (1849—после 1913) — российский архитектор. Автор ряда зданий в Твери и Тверской губернии.

## Биография
Родился в 1849 году. В 1863 году поступил в Петербургское строительное училище, которое окончил в 1870 году со званием архитекторского помощника и правом на чин XII класса. В 1872 году удостоен звания инженер-архитектор и чина IX класса. С июня 1875 года — коллежский асессор.
Состоял в должности младшего архитектора строительного отделения Тверской губернии. Занимался постройкой, перестройкой и капитальным ремонтом различных казённых и частных зданий и церквей, а также составлением проектов и смет на указанные выше работы. В 1882 году по поручению Императорского московского археологического общества Кузьмин произвёл осмотр церкви Архангела Михаила в Микулино и составил план реставрации; в 1886—1887 производил работы (по проекту архитектора Н. В. Султанова). 
Помещал научно-технические статьи в журнале «Зодчий» и в техническом сборнике, составил книгу «Расчёт и вычисление устойчивости сводов и арок разных конструкций и размеров».

## Проекты и постройки
- Собор в городе Красный Холм.
- Перестройка церкви Покрова Пресвятой Богородицы в Ильгощах.
- Каменная трёхпрестольная церковь в имении графа Игнатьева (не сохранилась).
- Дом духовного училища в Старице.
- Дом для служащих при кафедральном соборе в Твери.
- Благовещенская церковь в Теребинской пустыни (1882—1883).
- Успенская церковь в Калязинском монастыре (1884, не сохранилась).
- Колокольня Казанской церкви в Вышнем Волочке (1887, не сохранилась)[5].
- Дом уездного училища в Корчеве (не сохранился).
- Церковь при тверском Христорождественском монастыре (не сохранилась).
- Бани и смотрительские флигеля при тюрьмах в Ржеве, Зубцове, Осташкове, Вышнем Волочке, Торжке и Старице.
- Реставрация церкви Архангела Михаила в Микулино (1886—1887, по проекту архитектора Н. В. Султанова)[4].
- Церковь Димитрия Солунского в Березино (1898, совместно с П. Ф. Фёдоровым, А. П. Фёдоровым).
- Дом Зубчаниновых (перестройка). Тверь, Набережная Афанасия Никитина, 44 (1898—1901)[6]. 6900075000
- Синагога. Тверь, Пушкинская улица, 22 (1913)[7]

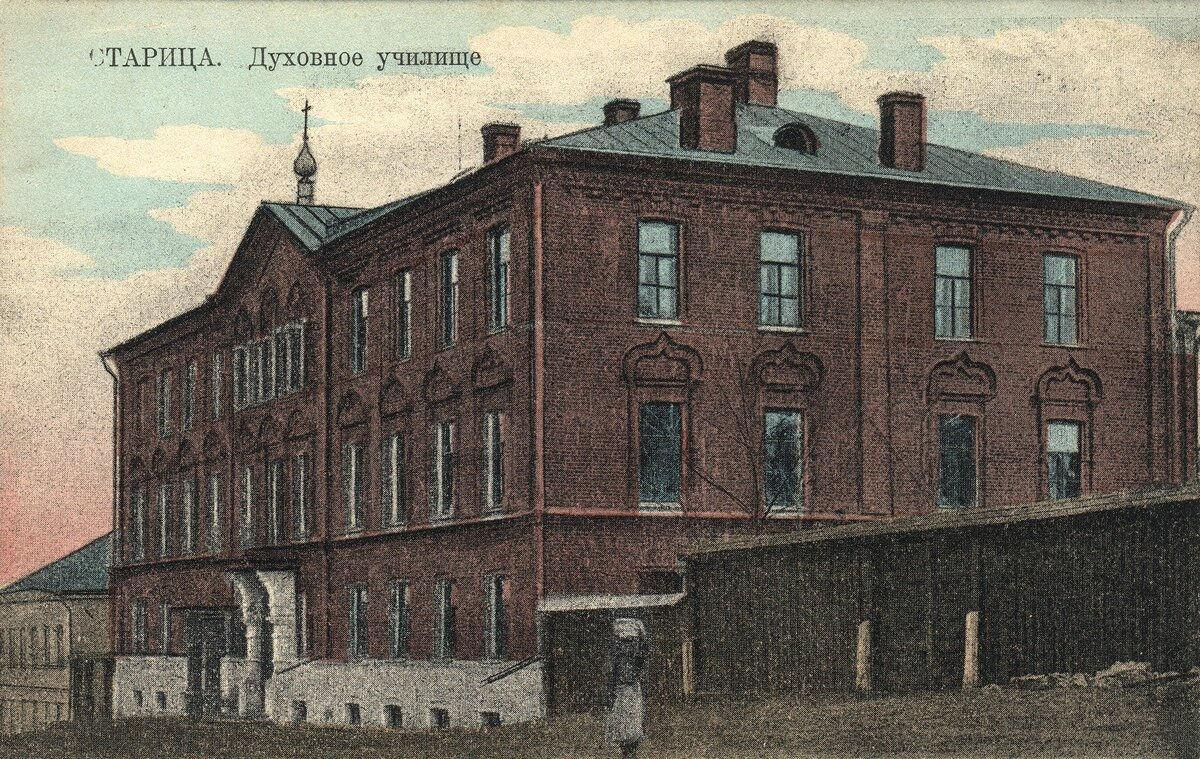
Духовное училище в Старице
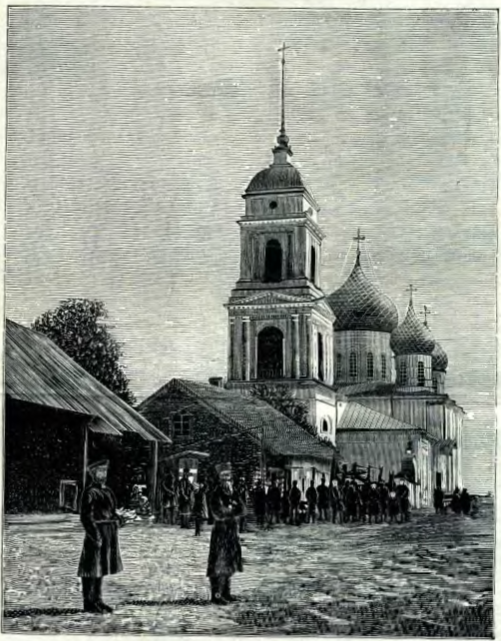
Церковь в Игольщах
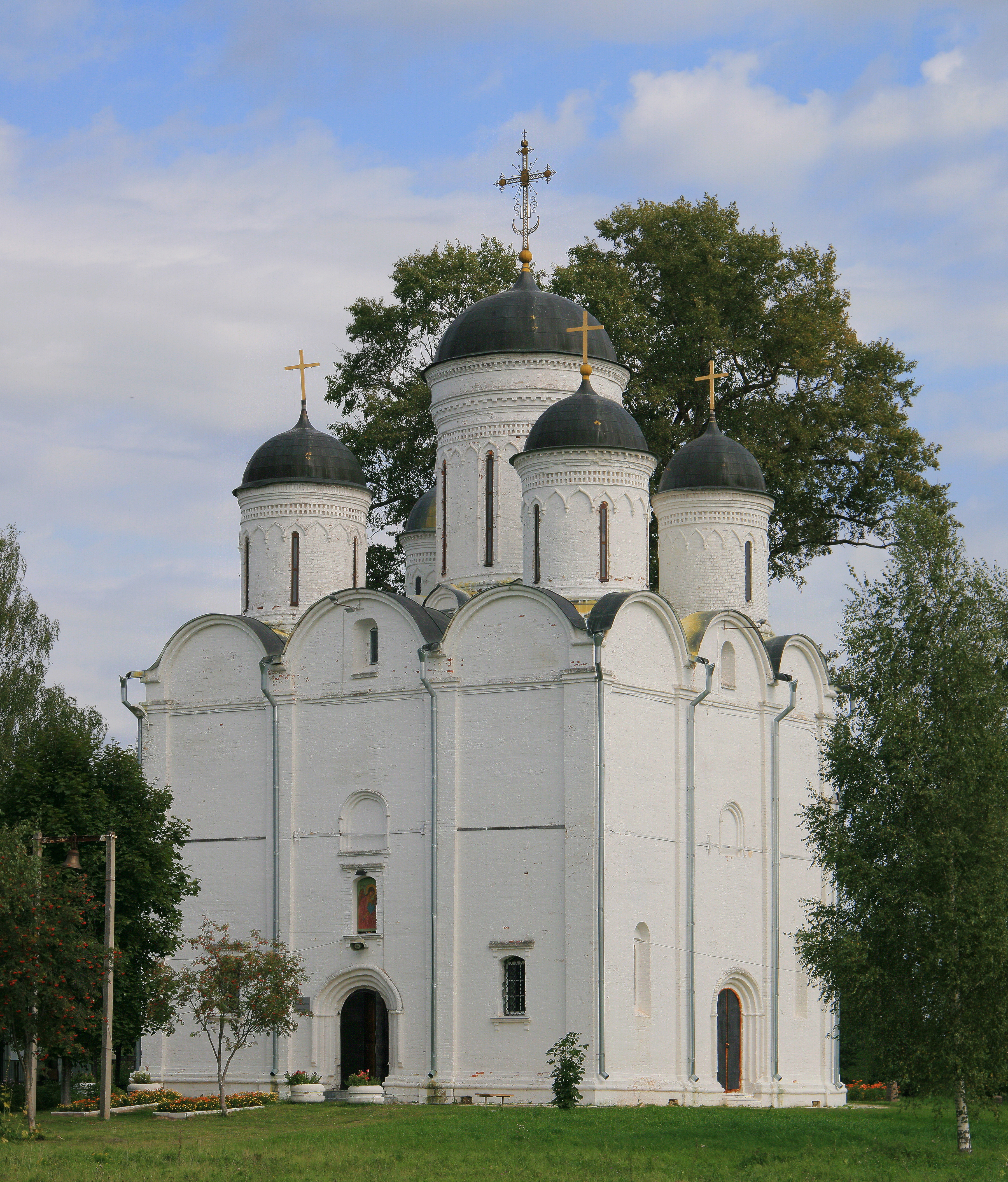
Храм Архангела Михаила в Микулино
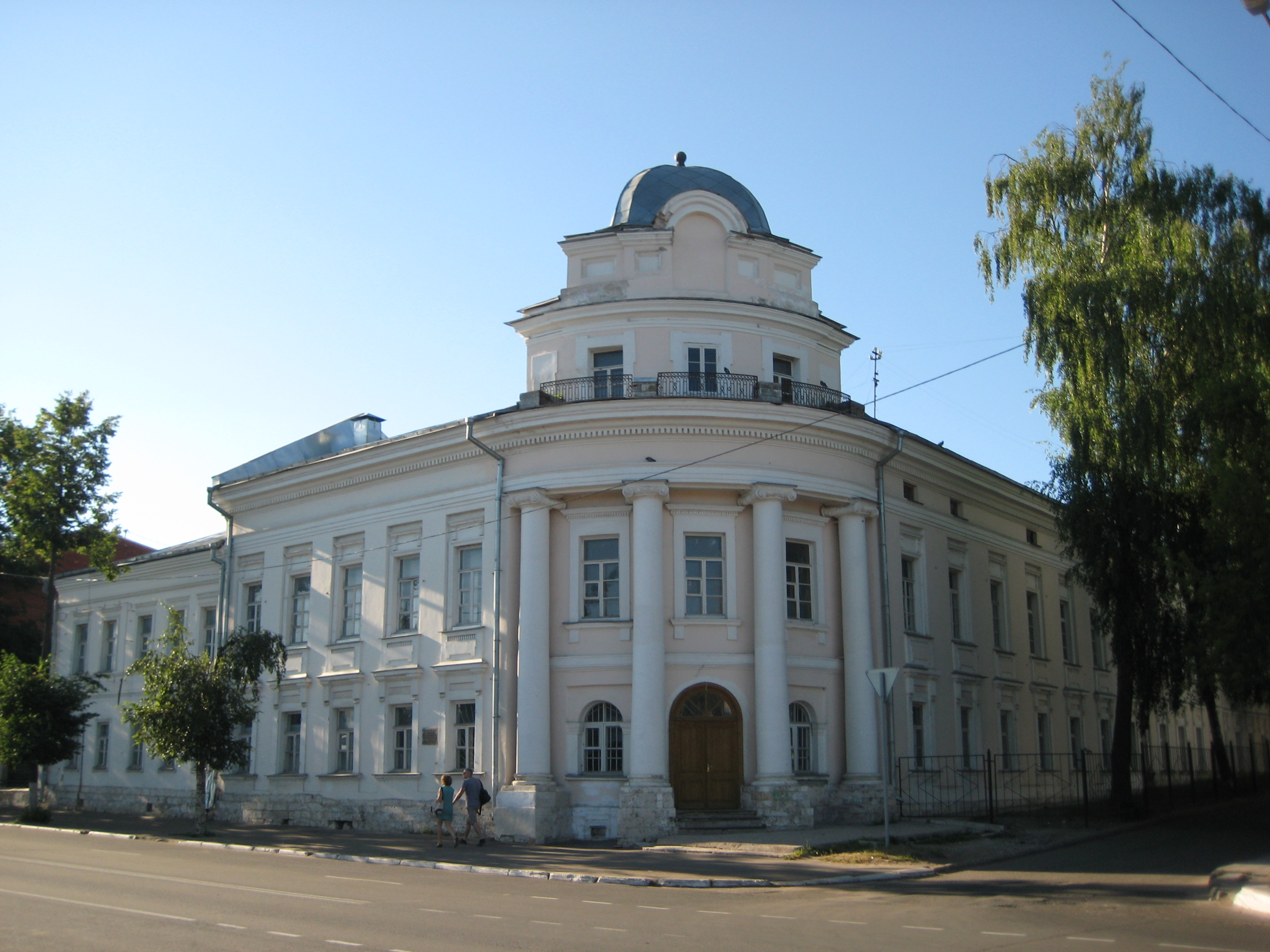
Дом Зубчаниновых в Твери